# كيرك فوري
كيرك فوري هو لاعب هوكي الجليد كندي، ولد في 28 يناير 1976 في Antigonish, Nova Scotia ‏ في كندا.

## وصلات خارجية
- كيرك فوري على موقع دوري الهوكي الوطني (الإنجليزية)
- كيرك فوري على موقع EliteProspects.com (الإنجليزية)
- كيرك فوري على موقع Eurohockey.com (الإنجليزية)
- كيرك فوري على موقع HockeyDB.com (الإنجليزية)